# Zofia Grzebisz-Nowicka
Zofia Grzebisz-Nowicka (ur. 15 maja 1938 w Pieńkach Wyczólskich) – polska polityk, działaczka związkowa i spółdzielcza, posłanka na Sejm PRL III, IV i VIII kadencji oraz na Sejm RP II, III i IV kadencji.

## Życiorys
Od 1957 do 1960 była powiatowym instruktorem ds. kół gospodyń wiejskich i potem wiceprezesem Powiatowego Związku Kółek Rolniczych w Łosicach, a w latach 1960–1964 przewodniczącą zarządu powiatowego Związku Młodzieży Wiejskiej w Łosicach. W 1958 wstąpiła do Polskiej Zjednoczonej Partii Robotniczej. Ukończyła w 1964 studia na Wydziale Ekonomiczno-Rolniczym Wyższej Szkoły Nauk Społecznych przy KC PZPR. Była posłanką na Sejm PRL III, IV i VIII kadencji; obejmując mandat w 1961, była najmłodszą posłanką na świecie. Od 1969 do 1974 pełniła funkcję instruktora Wydziału Rolnego Komitetu Centralnego PZPR. W drugiej połowie lat 70. pełniła funkcję wojewody siedleckiego. Od 1978 do 1980 zajmowała stanowisko I sekretarza Komitetu Wojewódzkiego PZPR w Siedlcach. Od 1980 do 1981 wchodziła w skład KC PZPR. Uczestniczyła w obradach Okrągłego Stołu w podzespole do spraw nauki, oświaty i postępu technicznego.
Długoletnia działaczka Krajowego Związku Rolników, Kółek i Organizacji Rolniczych, była m.in. wiceprezesem zarządu. W 1992 przystąpiła do Socjaldemokracji Rzeczypospolitej Polskiej, a w 1999 wraz z nią do partii Sojusz Lewicy Demokratycznej. Sprawowała mandat posła na Sejm II, III (od stycznia 2001, gdy zastąpiła zmarłego Józefa Wiadernego) i IV kadencji z ramienia Sojuszu Lewicy Demokratycznej (z okręgu kieleckiego). W 2004 była tymczasową posłanką do Parlamentu Europejskiego i w wyborach w tym samym roku bez powodzenia do niego kandydowała. Zasiadała we władzach krajowych SLD.
W 1998 została odznaczona przez prezydenta Aleksandra Kwaśniewskiego Krzyżem Komandorskim Orderu Odrodzenia Polski. W okresie PRL otrzymała Złoty Krzyż Zasługi, Odznakę 1000-lecia Państwa Polskiego oraz Złote Odznaczenie im. Janka Krasickiego.

## Życie prywatne
Córka Piotra i Stefanii z domu Bareja. Od lat 60. żona Janusza Nowickiego (nauczyciela i dyrektora wydawnictwa), z którym ma dzieci Mirosława i Małgorzatę.

## Wyniki w wyborach ogólnopolskich
| Wybory | Komitet wyborczy                          | Komitet wyborczy                 | Organ                 | Okręg | Wynik |
| ------ | ----------------------------------------- | -------------------------------- | --------------------- | ----- | ----- |
| 1961   |                                           | Front Jedności Narodu            | Sejm PRL III kadencji | nr 73 | [ 4 ] |
| 1965   | Sejm PRL IV kadencji                      | Front Jedności Narodu            | nr 73                 | [ 5 ] |       |
| 1980   | Sejm PRL VIII kadencji                    | Front Jedności Narodu            | nr 57                 | [ 6 ] |       |
| 1993   |                                           | Sojusz Lewicy Demokratycznej     | Sejm II kadencji      | nr 18 | 8594  |
| 1997   | Sejm III kadencji                         | Sojusz Lewicy Demokratycznej     | nr 18                 | 2934  |       |
| 2001   | Sojusz Lewicy Demokratycznej – Unia Pracy | Sejm IV kadencji                 | nr 33                 | 6812  |       |
| 2004   | Sojusz Lewicy Demokratycznej – Unia Pracy | Parlament Europejski VI kadencji | nr 10                 | 4807  |       |
| 2005   | Sojusz Lewicy Demokratycznej              | Sejm V kadencji                  | nr 33                 | 2541  |       |